# Шидловский, Михаил Романович
Михаи́л Рома́нович Шидло́вский (1826 — 19 сентября 1880) — генерал-лейтенант, сенатор, Тульский губернатор 1865—1870 гг.

## Биография
Потомок древнего польского дворянского рода, поступившего на службу к русскому царю в первой трети XVI века.
Родился в селе Богуславском Изюмского уезда Харьковской губернии, сын Романа Романовича Шидловского.
После окончания Главного инженерного училища выпущенный 3 октября 1846 г. с чином подпоручика. После окончил курс Императорской военной академии (ныне Академии Ген. Штаба) и был произведен в штабс-капитаны.
В 1857 произведён в полковники и назначен начальником штаба 1-й гвардейской пехотной дивизии, а в марте 1858 года — командиром Волынского пехотного полка. Домашние обстоятельства скоро заставили его просить сперва о зачислении в запасные войска, а затем и об увольнении от военной службы.
Пробыв в отставке около года, 01.01.1865 был назначен Тульским гражданским губернатором с производством в генерал-майоры и с оставлением по Генеральному штабу.
Ярким эпизодом в период губернаторства Шидловского стал его конфликт с управляющим Тульской казенной палатой, великим русским писателем-сатириком Михаилом Евграфовичем Салтыковым-Щедриным. Михаил Романович правил железной рукой, не стесняясь вмешиваться в дела губернских учреждений. Для Михаила Евграфовича же, стремящегося улучшить, упростить запутанное делопроизводство, назойливая губернаторская опека являлась только помехой — он и сам прекрасно разбирался в своём деле. Вскоре Михаил Романович начал жаловаться и на нового управляющего казённой палатой: писал в министерство финансов, в III отделение, даже самому государю Александру II.
«Личные объяснения его со мной отличаются такой резкостью, что я вынужден избегать их», — жаловался Шидловский в министерство внутренних дел и выше. Дело кончилось тем, что Салтыкова с санкции Александра II в октябре 1867 года перевели в Рязань.
В Туле Салтыковым был написан памфлет на Шидловского «Губернатор с фаршированной головой» (или «Фаршированная голова»). Позже этот сатирический текст был опубликован на страницах «Отечественных записок», и в изменённом виде вошёл в «Историю одного города».
31 марта 1870 Шидловский был уволен от должности губернатора с оставлением в Свите Его Величества и по Генеральному штабу.
Высочайшим указом 24 сентября 1870 года ему было повелено заведовать Главным управлением по делам печати, а 15 ноября следующего года он был назначен вторым товарищем министра внутренних дел. На новом месте он снова столкнулся с Салтыковым-Щедриным, который покинул службу и сделался одним из главных сотрудников и руководителей журнала «Отечественные записки», не раз имевшего проблемы с цензурой. Тёзки ещё немало нервов попортили друг другу: Шидловский — постоянными придирками к журналу, Салтыков-Щедрин — публикуемыми в «Записках» острыми произведениями и собственной сатирой. А ещё — анекдотами о своём тульском знакомце, доходящими порой до скабрезности.
30 августа 1873 г. произведен в генерал-лейтенанты. Высочайшим указом 7 ноября того же года повелено ему присутствовать в Правительствующем Сенате.
По слабости здоровья 30 октября 1874 года был уволен, согласно прошению, от должности товарища министра внутренних дел, с оставлением в звании сенатора и по Генеральному штабу.
Уволенный в 1877 по болезни в продолжительный отпуск за границу, умер 19 сентября 1880 г. в Сен-Клу близ Парижа.

## Семья
Жена — княгиня Лидия Владимировна Гагарина, дочь князя Владимира Ивановича Гагарина и Екатерины Васильевны (ур. Сабуровой), внучка сенатора Ивана Алексеевича Гагарина. Дети:
- Ольга Михайловна (1865 — после 1917), жена енисейского губернатора А. Н. Гирса.
- Константин Михайлович (1872—1920?) — государственный деятель, екатеринославский губернатор, статский советник, камергер.